# Psaliodes brunneata
Psaliodes brunneata là một loài bướm đêm trong họ Geometridae.